# Park Regionalny Wulkanów Owernii

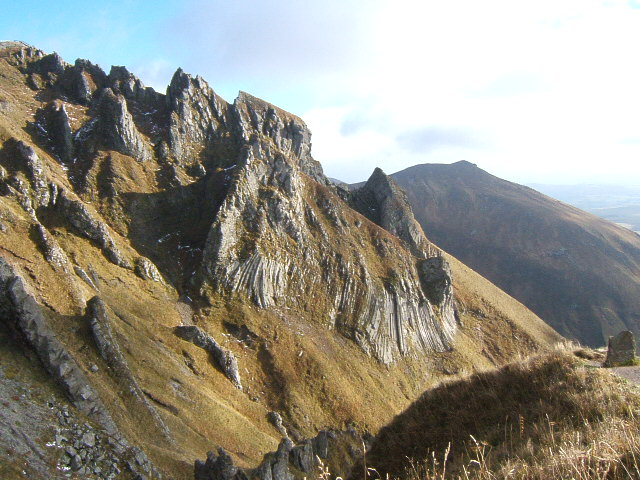
Typowy krajobraz parku – masyw Puy de Sancy

Park Regionalny Wulkanów Owernii (fr. Parc naturel régional des Volcans d’Auvergne) – jeden z francuskich regionalnych parków przyrody (parc naturel régional) położony w środkowej Francji, w Owernii, na pograniczu departamentów Cantal i Puy-de-Dôme. Zajmuje powierzchnię 3950 km² (jest największym parkiem tego typu we Francji). Na jego terenie mieszka zaledwie 91,2 tys. mieszkańców. Park został powołany w 1977 przez 153 gminy położone na jego obszarze. Siedziba parku znajduje się w miejscowości Aydat.
Park obejmuje górzyste obszary Masywu Centralnego o wysokościach sięgających od 400 do 1886 m n.p.m. Jego rozciągłość południkowa wynosi 120 km. W jego skład wchodzi 5 regionów fizycznogeograficznych – 4 masywy wulkaniczne i 1 płaskowyż granitowy:
- Monts Dômes (Puy de Dôme – 1465 m)
- Monts Dore (Puy de Sancy – 1886 m)
- Cézallier (Signal du Luguet – 1551 m)
- Monts du Cantal (Plomb du Cantal – 1855 m)
- Artense (około 800 m)